# 伊藤诚 (经济学家)
伊藤诚（日语：／ Itō Makoto，1936年4月20日—2023年2月7日）日本宇野弘藏学派经济学家，东京大学荣休教授。也是国际上重要的马克思价值理论学者。
在日本经济学家中，伊藤诚为少数在英语期刊发表著作的学者。现已出版的24 本书，有6 本用英文出，另外亦已有译作中文。

## 已译成中文的著作
- 《价值与危机——关于日本的马克思经济学流派》，中国社会科学出版社，1990年， ISBN 9787500407997 / 7500407998，原文《Value and Crisis》（1980）。
- 《世界经济中的日本：后福特制时代》，中国人民大学出版社，1990年， ISBN 9787300008929 / 7300008925
- 《市场经济与社会主义》，中共中央党校出版社，1996年， ISBN 9787503513688 / 7503513683
- 《现代社会主义问题》，社会科学文献出版社，1996年， ISBN 9787800506826 / 7800506827
- 《货币金融政治经济学》（同Costas Lapavitsas 合著）经济科学出版社，2001年， ISBN 9787505827585 / 7505827588，原作《Political Economy of Money and Finance》
- 《资本主义的发展阶段: 繁荣、危机和全球化》（多人合著）经济科学出版社，2003年， ISBN 9787505837911 / 7505837915